# Máday István
Marosi Máday István (Budapest, 1879. április 5. – Budapest, Józsefváros, 1959. június 17.) magyar orvos, neurológus, individuálpszichológus, egyetemi magántanár.

## Élete
Máday Izidor miniszteri tanácsos, közgazdasági író és böröllei Nagy-Szabó Linda fiaként született. Bátyja Máday Andor jogász, szociológus, könyvtáros. 1900-ben a Budapesti Tudományegyetemen államtudományi doktorátust szerzett, majd az osztrák–magyar közös hadseregben hivatásos katonatisztként szolgált, 1909-ben szerelt le. Katonatisztként a ló tájékozódó képességéről, véralkatáról, jelleméről és érzelemvilágáról folytatott kutatásokat, különös tekintettel a ló idomításának lehetőségeire, ezekkel a publikációival a a magyarországi állatlélektani kutatások megalapozója lett.
Leszerelése után a budapesti, a bécsi, az innsbrucki és a prágai egyetemeken volt orvostanhallgató, 1916-ban Prágában szerzett orvosi oklevelet. 1912 és 1914 között a prágai tudományegyetem orvostudományi kar ideggyógyászati klinikájának egyetemi tanársegéde volt. Bécsben megismerkedett Sigmund Freuddal és Alfred Adlerrel, 1913-ban nagy szerepet játszott a bécsi Individuálpszichológiai Egyesület megalapításában. Az első világháborúban frontszolgálatot teljesített, majd 1916-tól 1918-ig katonaorvosként szolgált.
1921 és 1928 között a debreceni Tisza István Tudományegyetem Ideg- és Elmegyógyászati Klinika egyetemi tanársegéde volt. 1925-ben a pszichopatológia tárgykörben szerzett magántanári képesítést, és a debreceni egyetem magántanára lett. Emellett 1925-től 1928-ig a debreceni kisegítő iskola tanára, 1928 és 1950 között pedig budapesti idegorvosi magánrendelőjének vezetője volt. A magyar individuálpszichológiai kutatások megteremtőjeként tartják számon, 1927-től 1950-ig a Magyar Individuálpszichológiai Egyesület elnöke, 1932 és 1936 között pedig a Gyermekvédelem c. folyóirat szerkesztője volt. A második világháború után újjászervezte a magyarországi pszichoterápiai kutatásokat és irányította az individuálpszichológiai képzést. 1950-től rendelőintézeti ideggyógyász főorvosként dolgozott.
Felesége Maxa Viktória volt, három gyermekük (Béla, László és Jusztina) született. 1959-ben hunyt el Budapesten, a Farkasréti temetőben nyugszik.

## Főbb művei
- Individuálpszichológia; Pantheon, Budapest, 1941
  - Individuálpszichológia; Magyar Individuálpszichológiai Egyesület, Budapest, 2010